# 平井景
平井 景（ひらい けい、1968年4月12日 - ）は、大阪府出身のドラマー、作曲家、プロデューサー。血液型はAB型。

## 略歴
大阪府生まれ、奈良県育ち。 1988年、東京工業大学に入学し上京。その頃、ジャズドラマーの久米雅之に師事し、ジャズ・ドラミングの基礎を学び、東京都内でライブ活動を始める。大学卒業後は東京を拠点にプロドラマーとして、本格的に音楽活動を開始。
2002年、アシスタントの経験を通して、トップドラマー・山木秀夫から多大な影響を受ける。2003年、小野瀬健資・喜納昌也らに師事し、モーラー奏法を学ぶ。現在、ジャンルを問わないオールラウンド・ドラマーとして、各方面で様々なライブ・コンサート演奏やスタジオ録音などで、その繊細かつパワフル、柔軟なプレイ・スタイルで活動中。
2009年、さまざまなアート活動の拠点とすべく自らのレーベル「Bright Sun's Record, Inc.」を設立。同年、平井景の初リーダー作コンパクトディスク『SORA』のリリースを皮切りに、その後コンサートDVDなどを多数発表。2016年にはセカンドアルバム『Running Man』を発表。つづいて2018年にサードアルバム『ごろごろ』を発表。
プロデューサーとしては、2011年に長野県安曇野市在住のピアニスト・伊佐津さゆりのCD『Field』を全面的にプロデュースし、“信州ジャズ”という新ジャンルを確立させた。2016年には、ベーシスト・平石カツミの初CD『Pleasure』や、シンガーソングライター“八ヶ岳南麓ボッサ”ナナマリの新作『Sketchbook』をプロデュース。
作曲家としては、2014年度の日本放送協会『テレビで外国語"EURO24"』、2015年度NHK『ポルトガル語』、『イタリア語』、ラジオ番組のテーマ曲などを提供。さらに大手企業CM、内閣府ビデオ、テレビ番組音楽などの作曲・音楽制作を担当するなど、映像やストーリーを感じさせる音楽センス、親しみやすく個性的なメロディがぎっしり詰まった"平井景ワールド“は、メディアを含め高い評価を集めている。

## ライブ
「平井景にとってスペシャルな輝かしいアーティスト達と、スペシャルな空間で、お客さま達とスペシャルな時間を共有したい」と、自らがリーダーとしての活動も長年に渡って続けており、全国各地でライブ・コンサートを数多く主宰。その数は500回を優に超えている。その一つの形が『平井景スペシャル』と題したユニットによるライブ。毎回、親交の深い一流ミュージシャンとのさまざまな組み合わせで、ドラマー、作曲家、プロデューサーという三つの顔を持つ平井景自身のこだわりが、共演者や会場、音楽の内容にと詰め込まれている。
また、2019年8月には奈良県にある日本三大弁財天、天河神社の神楽能舞台においての奉納ライブ、「長野の情景にこだわった音楽」を発信する信州ジャズと、音楽性に合わせた各拠点を十分に生かしライブを展開している。

### 主な参加ユニット
- 平井景スペシャル

- 秀景満 - 村井秀清(P)、平井景(Drs)、須藤満(E.B)からなるピアノトリオ。

## 主な作品
CD
『SORA』（Bright Sun's Record）/2009
『Art Of Solo Drumming』（Bright Sun's Record）/2011
『Ranning Man』（Bright Sun's Record）/2016
『ごろごろ』（Bright Sun's Record）/2018
DVD
『平井景プレミアムIN CONCERT』（Bright Sun's Record）/2011
『Kay Hirai Premium IN CONCERT』 （Bright Sun's Record）/2011
『Live Around The Mountain Side/平井景スペシャル』（Bright Sun's Record）/2012